# Juan Santiago
Juan Manuel Santiago Montilla (Pinos Puente, 15 de agosto de 1935) fue un ciclista español, que fue profesional entre 1954 y 1962. Participó en el Giro de Italia y en la Vuelta a España.

## Palmarés
- 1957
  - 1º en el GP de Andalucía
  - 3º en el Campeonato de España de montaña
- 1958
  - 1º en el GP de Andalucía
- 1960
  - 3º en la Vuelta en Andalucía

### Resultados al Giro de Italia
- 1961. 71.º de la clasificación general.

### Resultados en la Vuelta en España
- 1960. 22.º de la clasificación general